# 杨浩庐
杨浩庐（1911年—1992年9月26日），男，四川宜宾人，中华人民共和国政治人物，曾任沈阳医学院院长，中华人民共和国对外贸易部副部长。